# Minoïsche beschaving

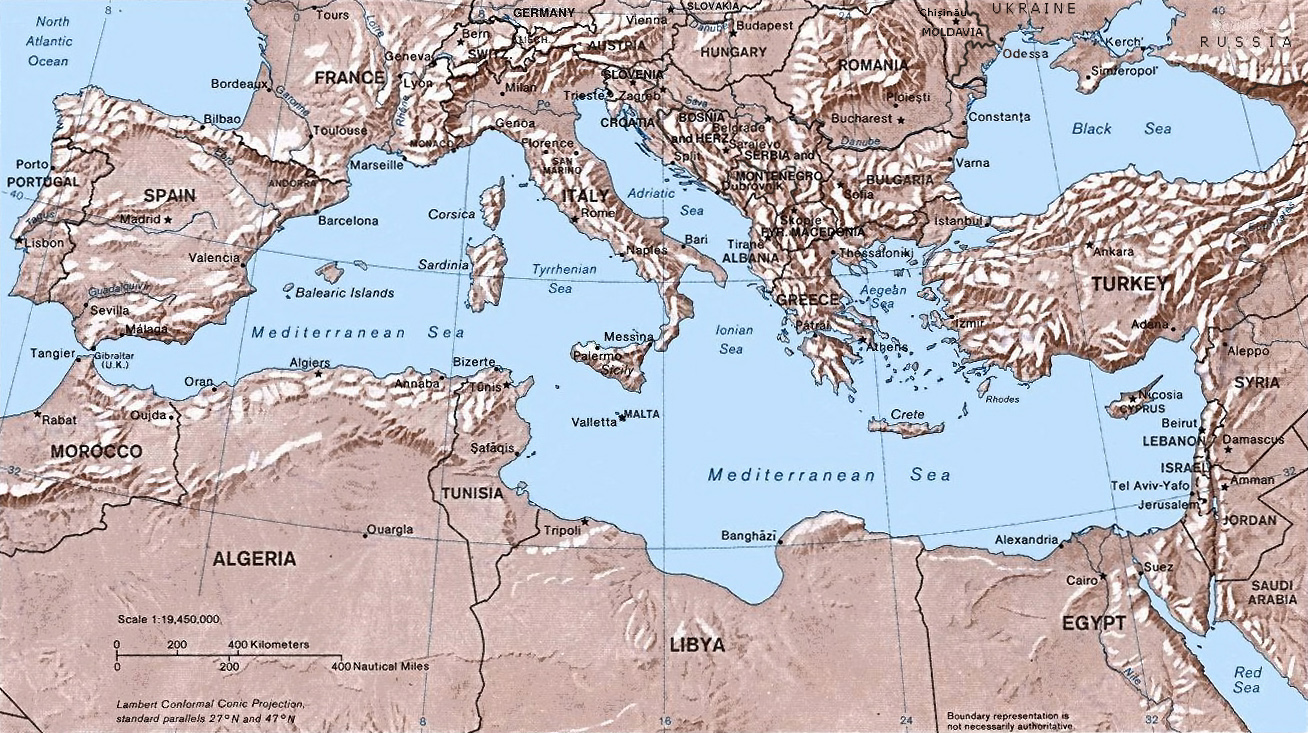
Kreta centraal in het oostelijk Middellandse Zeebekken

De Minoïsche beschaving is een neolithische tot bronstijdbeschaving van voor de oud-Griekse beschaving, die tussen ongeveer het derde millennium v.Chr. en 1200 v.Chr. op Kreta gevestigd was.
De Minoïsche beschaving was vrijwel gelijktijdig aan andere grote beschavingen van die omvang: die van Anatolië, Kanaän, het oude Egypte, Mesopotamië en de Indusvallei.
Kreta is het grootste eiland van Griekenland, een van de grootste in de Middellandse Zee. Door de gunstige ligging tussen de kusten van Klein-Azië, Cyprus, Egypte en Syrië werd Kreta het centrum van de zeehandel, een kruispunt van beschavingen.

## Geschiedenis

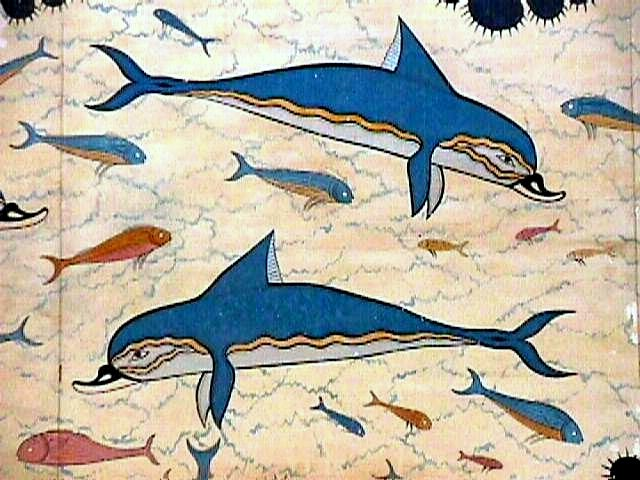
Minoïsch fresco in Knossos

De Minoïsche beschaving was een Kretenzische beschaving vanaf het derde millennium v.Chr. tot ongeveer 1200 v.Chr., waarbij zij in de laatste periode onderworpen was aan de Myceners. 
Volgens de mythe was koning Minos een vroege heerser over Kreta en bevond de Minotaurus zich in het labyrint onder zijn paleis in Knossos. De benaming Minoïsche beschaving ("beschaving  van Minos") werd op basis daarvan voorgesteld door Arthur John Evans, de archeoloog die in belangrijke mate tot de herontdekking van deze beschaving heeft bijgedragen. Het is niet bekend hoe de 'Minoërs' zichzelf noemden. Wel is bekend dat zij in het Oude Egypte Keftioe genoemd werden. In de annalen van Mari wordt Kaptara genoemd en in de Bijbel komt de naam Kaftor voor, die op het eiland Kreta betrekking heeft.
Er waren belangrijke handelsbetrekkingen over zee met de Cycladen en met andere grote beschavingsgebieden op het vasteland, zoals het Oude Egypte, Anatolië en Kanaän. Mogelijk waren ze de eerste thalassocratie, al zijn er twijfels of zij werkelijk over de zee heersten in de mate zoals Thucydides schreef in zijn Geschiedenis van de Peloponnesische Oorlog, al was ook hij al voorzichtig door aan te geven dat het om een overlevering ging.

### Herkomst
Waar de Minoërs vandaan kwamen is nog steeds punt van discussie. Sommige onderzoekers menen dat de oorspronkelijke bevolking nog als jager-verzamelaars leefde totdat aan het begin van het neolithicum kolonisten vanuit Anatolië Kreta binnenvielen en zich met hen vermengden. 
Anderen menen dat Kreta voorheen onbewoond was. De allereerste bewoners zouden landbouwers en herders zijn geweest die via de Cycladen van het vasteland van Anatolië, meer bepaald Cilicië, of van Syrië en Palestina afkomstig waren en het eiland vanaf circa 8.000 v.Chr. koloniseerden. Zij brachten gedomesticeerde dieren en zaaizaad mee. Voor spiegels en klingen van messen gebruikten zij volgens opgravingen obsidiaan afkomstig van het eiland Milos (Cycladen) of van Kayseri (Anatolië).
Later, in het 3e millennium v.Chr., zou een tweede immigratiegolf naar Kreta hebben plaatsgevonden, samenvallend met het opkomen van de 1e dynastie van Egypte, die toen haar macht uitbreidde tot zuidelijk Palestina. Men ziet in dezelfde periode ook aardewerk in Palestijnse stijl opduiken op Kreta, wat laat veronderstellen dat het mogelijk om uitwijkelingen uit die streken ging. In die tijd werd op Kreta ook de fabricage van wapens en gebruiksvoorwerpen in koper (en mogelijk brons) geïntroduceerd. Onderzoekers menen dat het verre eiland toen een veilig toevluchtsoord was geworden voor nog andere groepen, die waren opgejaagd door barbaren die het noorden van Syrië en Palestina overrompelden. Men vindt uit die tijd de restanten van een schrift, gebruik van stenen kruiken en van gegraveerde zegels.
Aan het einde van dat 3e millennium is Kreta een beschavingscentrum geworden met steden en vervolgens ook grote paleizen. Er zijn tal van aanwijzingen van de invloed en uitstraling van de Minoïsche beschaving op het hele Middellandse Zeegebied. Zo duiken bijvoorbeeld in Egypte de spiraalmotieven van de Kretenzische kledij op, terwijl op Kreta via het handelsnetwerk parels, scarabeeën, stenen kruiken en ivoor van daar worden ingevoerd evenals koper vanuit Cyprus. Tot de uitvoer behoren vooral olijfolie en wijn, en ook stenen kruiken.

### Taal
Van de taal van de Minoërs, het Minoïsch, zijn nog slechts een paar woorden ontcijferd. Zij werd geschreven in het Lineair A of - eerder - een hiërogliefenschrift.
Het Lineair A verdween met de beschaving, maar de taal (of talen) mogelijk niet. Bijna duizend jaar later zijn er namelijk een aantal inscripties in een alfabetisch schrift in een niet-Indo-Europese taal die gewoonlijk Eteokretenzisch genoemd wordt. Deze naam gaat terug op wat Homerus van het eiland zegt, nl. dat er een aantal bevolkingsgroepen waren: de Eteokretenzers ('eigenlijke Kretenzers'), de Pelasgen, de Cydoniërs en de Achaiërs en Doriërs. De laatsten spraken vormen van Grieks, maar de eerste drie waarschijnlijk niet. Wat de relatie tussen Eteokretenzisch en Minoïsch is, is niet duidelijk.

### Fauna
Toen de mensen voor het eerst voet aan wal zetten op Kreta, troffen zij daar een geheel eigen flora en fauna aan in een ecosysteem dat zich volledig met de condities van het eiland had geïntegreerd. Zo leefden er aanvankelijk alleen herbivoren: oeros, nijlpaard, olifant, tarpan, ibex, hert en de kri-kri, die alleen op Kreta bestond. Bij afwezigheid van natuurlijke vijanden als leeuwen en wolven had de natuurlijke selectie voor deze dwergexemplaren gezorgd, die er best gedijden. Ze zijn nadien vrij spoedig uitgestorven, hetzij rechtstreeks bejaagd door de mens, hetzij omdat hun ecosysteem werd verstoord, of beide.

### Religie

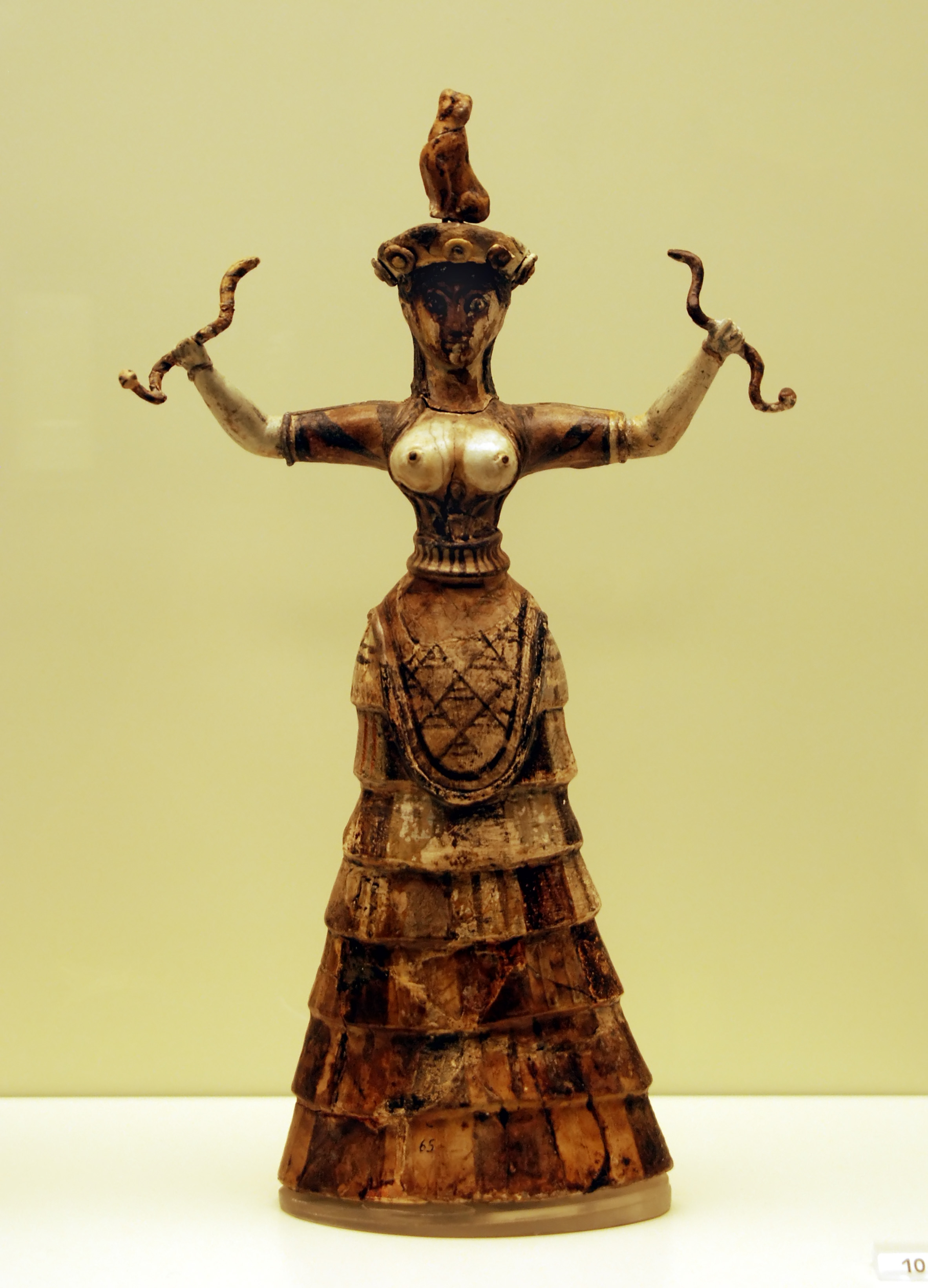
De kleine slangengodin uit het paleis van Knossos op Kreta, ca. 1600 v.Chr.

Zoals gebruikelijk rondom het Middellandse Zeegebied in die tijd vereerden ook de Minoërs goden en godinnen. Van sommige afbeeldingen meent men dat het om priesteressen gaat, die religieuze ceremonies uitvoeren. Een bekend beeld is dat van de slangengodin.

### Gebruiksvoorwerpen en nederzettingen
De neolithische bewoners gebruikten vergankelijk materiaal voor manden en ander huisraad. Later gingen ze eenvoudig huisgerief van klei maken dat ze in open vuren bakten. Dit aardewerk was dan ook grof, donkerrood tot zwart gekleurd, maar met gladgestreken wanden. Er stonden geometrische figuren als decoratie op, en er was een brede opening aan de pot, die later naar een tuitvorm evolueerde.
Door de verschillende types van aardewerk kan men de opeenvolgende perioden bepalen.
Het aardewerk tijdens het Vroeg-Minoïsch lijkt sterk op dat van Anatolië in die periode. Het aardewerk dat als grafgift werd meegegeven was vrijwel identiek met dat van de Cycladen. Een grafveld bestond uit een 300-tal graven, eenvoudige in de rots uitgegraven kamers. Mogelijk hoorde het bij een nederzetting van nieuwe kolonisten. Plaatselijk was er blijkbaar ook metaalbewerking.
Uit archeologische sleuven onder het paleis van Knossos, die men tot op de rotsbodem doortrok, blijkt dat een vroeg-neolithisch dorp daar huizen met stenen fundering bezat met muren van gestapelde kleitegels, die in de zon gedroogd waren (en dus erg vergankelijk op termijn). Er is uit deze periode slechts een enkele site opgegraven, maar men merkt dat het aantal sites toeneemt in de lagen van respectievelijk het Midden-Neolithicum en het Laat-Neolithicum. Aan het eind van het Neolithicum ontstonden er nederzettingen over heel Kreta. De nederzettingen van Knossos en Phaestos groeiden in die tijd van drie naar vijf hectare oppervlakte. Er komt steeds obsidiaan en koper voor in de gebruiksvoorwerpen, wat op contacten met de Cycladen en met Cyprus wijst. Er werden ook "venusbeeldjes" gevonden.

### Handel en nijverheid

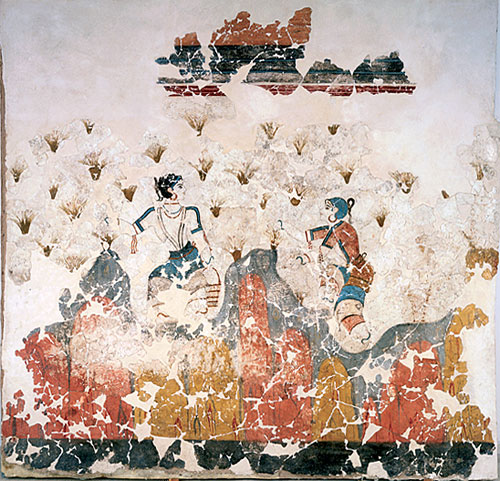
De "saffraanpluksters", fresco aangetroffen in Akrotiri (Santorini)

Afbeeldingen van de eerste boten op fresco's tonen een eenvoudige sloep met enkele mast en een vierkant zeil.
Kreta lag op de noord-zuidelijke vaarroute vanuit Santorini en die vormde de kruising met de vroegste oost-west vaarroutes die de Cycladen verbonden met Anatolië. Dit maakte de ligging uiterst geschikt voor zeehandel, die dan ook een belangrijke rol speelde in het bestaan van de Minoïsche samenleving. Op Minoïsch Kreta werd onder meer voor de stedelijke paleizen marmer gebruikt dat vanuit Naxos was aangevoerd. Dit marmer was van de beste kwaliteit. De Minoërs voeren door tot in Attica om daar de ijzerertsmijnen te bedienen en het erts te vervoeren via de Cycladen, over Cyprus naar Anatolië. Tegelijk namen ze obsidiaan en koper mee en ze voerden ook eigen aardewerk en producten uit (waaronder saffraan). Op de noordoostkust van Kreta is een handelsdepot ontdekt uit de begintijd. Daar vonden archeologen dezelfde soort potten als er op Naxos in gebruik waren, wat op een verdere kolonisatie vanuit de Cycladen zuidwaarts kan wijzen.
Tijdens het Midden-Minoïsch IA trad er internationalisering van de oostelijke zee op. Tot dan waren hoofdzakelijk de Kretenzers er meester geweest met hun vaarroutes in de richting van de klok langs de kusten van Klein-Azië tot het Oude Egypte en Libië. Aanvankelijk zal de vaart vooral langs de kust zijn geweest, maar vanaf Thoetmosis III (ca. 1479 - 1425 v.Chr.) zijn er aanwijzingen voor een directe vaart op Egypte waarbij de kust als navigatiemiddel niet meer gebruikt kon worden. Het handelsnetwerk zag er ongeveer als volgt uitː
| Regio           | Uitvoer                          | Invoer                               |
| --------------- | -------------------------------- | ------------------------------------ |
| Zuid-Italië     | Stenen vazen                     |                                      |
| Sicilië         | idem                             | tin                                  |
| Griekenland     | idem, weefsel en kunstvoorwerpen | marmer en steen, later ook ijzererts |
| Cyprus          | vazen                            | koper                                |
| Kanaän          | potten, olie, weefsels           |                                      |
| Egypte en Lybië | wijn, olijfolie                  | ivoor                                |

De Minoërs hadden in de bloeitijd intensieve handelscontacten met Egypte, Libië, Anatolië, Cyprus en de kuststreken van de oostelijke Middellandse Zee (Kanaän, Libanon en Syrië). Maar ze voeren ook op de westelijke Middellandse Zee en deden min of meer geregeld de kusten van Italië, Sicilië, Spanje, Zuid-Frankrijk, Marokko, Algerije, Corsica, Sardinië en de Balearen aan. Er zijn aanwijzingen dat de Minoërs zelfs voorbij Gibraltar naar de West-Europese kusten voeren zoals Zuid-Spanje en Groot-Brittannië om de daar aanwezige rijke ertsvoorraden te exploiteren, zoals o.a. het voor brons benodigde tin. Mogelijk was de rijke en legendarische in Zuid-Spanje gelegen handelsstad Tartessos oorspronkelijk een handelspost van de Minoërs. De Myceners en Feniciërs namen geleidelijk hun positie over als handelaars en zeevaarders.

### Ondergang van de Minoïsche beschaving
Overal rond de Middellandse Zee zijn er brandlagen uit het 2e millennium v.Chr. te vinden. Ook op Kreta werden toen cultuurcentra verwoest. Na de vulkaanuitbarsting op Santorini, die tegenwoordig op tussen 1615 en 1613 v.Chr. wordt gedateerd aan de hand van gevonden olijfhout, viel de noord-zuidverbinding via Santorini weg en raakte het handelsnetwerk erg verstoord. De vloten en havens waren trouwens verwoest na een vloedgolf van 28 meter hoog die over de Kretenzische kusten was gespoeld. Het transport van ijzererts vanuit Attica werd nu door de steeds meer ondernemende Myceners georganiseerd, nadat zij eerst een tijdje tol hadden gevraagd van de voorbijvarende Kretenzers om tijdelijk aan te leggen. De Myceense bewoners van de Peloponnesos bouwden de oostroute naar Anatolië verder uit en concurreerden daarbij de laatste Minoïsche Kretenzers weg. Ten slotte namen zij ook de nieuwe, nu minder rendabel geworden zeeroute naar Kreta over, en palmden allengs het eiland meer en meer zelf in. Daarbij lieten zij de daar aanwezige ambachtslieden hun oude kunst voortzetten, maar wel in dienst van de nieuwe heersers.
Tussen de 17e en de 15e eeuw v.Chr. heerste overbevolking. Archeologen hebben op de Cycladen Kretenzische kolonies (16e eeuw v.Chr.) kunnen identificeren. Latere Griekse tradities, gebruiken en vestigingen wijzen op het bestaan ervan. Om diverse redenen begon het licht van deze beschaving van meer dan tweeduizend jaar oud te tanen. Zo zijn er aanwijzingen van toenemende spanningen en er zou een grote wedijver tussen steden zijn ontstaan. In de nasleep van gebeurtenissen uit de IJzertijd op het vasteland, voornamelijk bij tijdgenoten in Palestina en Egypte, waar expansieve heersers aan de macht waren, kreeg het eiland in toenemende mate bezoek van uitwijkelingen en vluchtelingen. Maar er zijn ook aanwijzingen van aanvallen vanuit zee. Er moesten hier en daar versterkingen worden gebouwd in de bergen. Tegelijk was de hele Middellandse Zeeregio aan sterk toegenomen vulkanische activiteit onderhevig geworden.
Er deden zich meerdere zware aardbevingen voor, waardoor grote verwoestingen op het eiland werden aangericht, zodat mensen daarvan wegvluchtten. Maar er zijn ook sporen van terugkeer na verloop van tijd. Zo werd het paleis van Kato Zakros rond 1550 v.Chr. door brand verwoest, mogelijk na een aardbeving (er stonden altijd wel olielampjes te branden, of haarden waren aan, en aardewerken kruiken píthoi met olijfolie in de voorraadkamers werkten dan als brandbommen). Het noorden en oosten van Kreta leden grote schade. Mensen keerden echter terug om het oosten te bewonen, al werd het paleis nooit herbouwd.

#### Vulkaanuitbarsting op Santorini

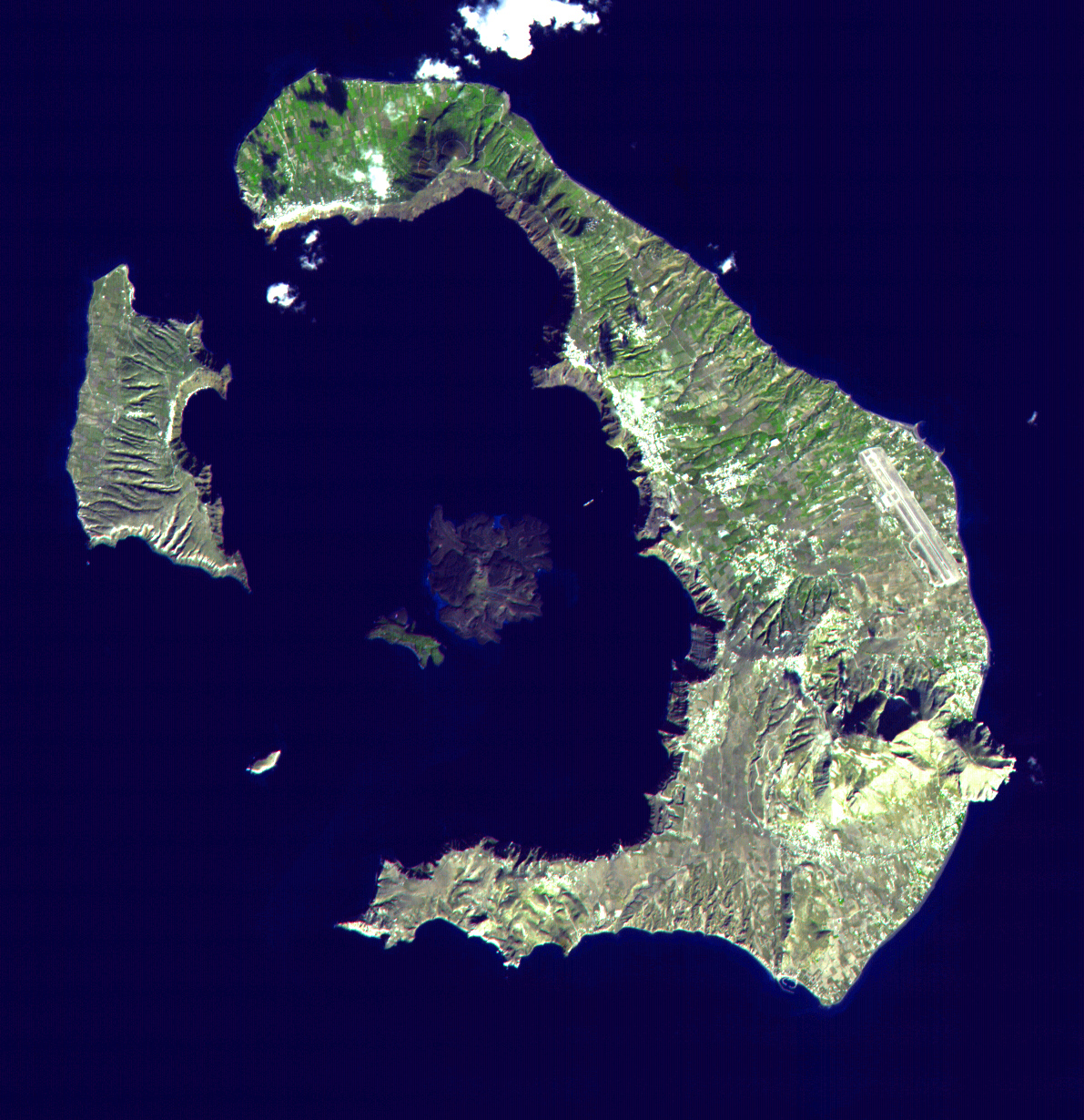
Santorini, de vorm van de weggeslagen krater is duidelijk te zien

De vulkaanuitbarsting op Santorini in de 17e eeuw v.Chr., omstreeks 1620 v.Chr., zou mogelijk de ondergang van de Minoïsche beschaving hebben veroorzaakt of versneld. Santorini wordt in de geschiedschrijving van de klassieke oudheid meestal Thera genoemd. Bij deze uitbarsting werd een groot deel van het eiland weggeslagen en vormde zich een caldeira, die onder het zeeniveau is verdwenen. De uitbarsting overtrof in omvang en kracht die van de vulkaan Krakatau in 1883. Niet alleen het eiland Santorini zelf verdween erdoor grotendeels onder de zeespiegel, ook Kreta werd zwaar getroffen en onderging de gevolgen van zowel de bevingen, asregens als een vloedgolf. Het is mogelijk dat de legende van Atlantis van deze uitbarsting is afgeleid. De Minoïsche havens werden vernield, samen met de vloot die de ruggengraat van de Minoïsche economie vormde. Bovendien werd de cruciale aanlegplaats, die Santorini daarvoor was, zo goed als helemaal van de kaart geveegd, of onbruikbaar. Toch zijn er tekenen van pogingen tot heropleving, al ging het in het algemeen bergafwaarts met de conjunctuur.
De Minoërs waren vooral bekend als handelsvolk, voornamelijk van de handel in tin en koper, de grondstoffen voor brons. Toen het belang van brons verminderde liep ook de invloed van Kreta terug. De Minoërs legden zich nog een tijd toe op het transport van ijzererts vanuit Attica via Naxos en Santorini naar Anatolië, maar de terugval van de tinhandel moet een zware slag zijn geweest. Uiteenlopende factoren droegen zo bij aan de teloorgang van de Minoïsche beschaving.

#### Verovering door de Myceners
De Minoïsche beschaving kwam feitelijk aan haar eind met de verovering van Kreta door de Myceners van het Griekse vasteland in 1450 v.Chr.
In het Laat-Minoïsch III van ca. het 1e millennium v.Chr. zijn er sporen van het gebruik van vluchtnederzettingen in de heuvels, ver van de kust en met voldoende zicht daarop, die wijzen op een gevoel van onveiligheid. Het ging om oorden die rond het 5e-4e millennium v.Chr. ook al in gebruik waren geweest. Velen waren blijkbaar berooid en dakloos en vluchtten ook overzee (onder andere naar Cyprus, Palestina e.d.m.)
De Myceners namen op Kreta zo veel mogelijk de zaken over zoals ze waren, of pasten die aan. Zij adopteerden het Lineair B schrift, in navolging van het Lineair A, dat geen Grieks gebruikte. Lineair B kon pas in 1952 worden ontcijferd door de Britse architect en classicus Michael Ventris, omdat het een vroege vorm van de Griekse taal gebruikte.
De Myceners lieten Minoïsche ambachtslui en kunstenaars thans voor hen werken en zaken opknappen in ongeveer dezelfde stijl waarin die voorheen hadden gebouwd en geproduceerd. Alleen werd alles toen minder verfijnd, en van een geringere kwaliteit. De jonge soldatensamenleving van de Myceners had zelf weinig cultuur en hechtte er ook minder belang aan. De Myceense stijl is dan ook een soort afgietsel van de oorspronkelijke Minoïsche stijl. Van zichzelf kwamen de Myceners nooit tot grote prestaties, al leende hun naam er zich wel toe om spoedig die van de Minoërs overal te vervangen. Maar zij waren vooral goed in het organiseren van een leger en van een bestuurssysteem dat op hetzelfde principe van strenge hiërarchie gebaseerd was.

## Nalatenschap

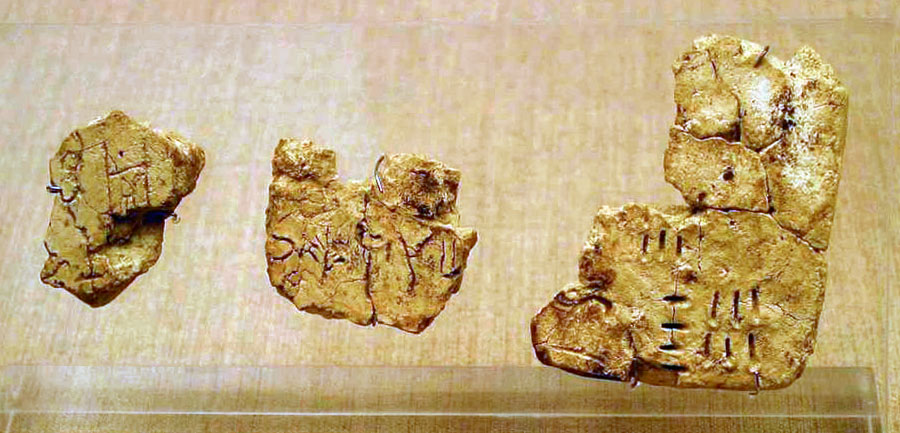
Tabletten met Lineair A gevonden in Santorini

De Minoïsche beschaving is verder bekend wegens de voortreffelijke keramiek en fresco's. Ook had de hogere klasse de beschikking over 'moderne faciliteiten' als stromend water en riolering. De Minoërs kenden het schrift; eerst schreven zij een soort hiërogliefen, in wat later bekendstond als het Lineair A. Dat laatste is waarschijnlijk een lettergreepschrift. De oude taal die zij spraken is onbekend gebleven, maar was niet verwant aan het Indo-Europese Grieks.

### Graftomben en rekwisieten
Het Vroeg-Minoïsch I toont graven met identieke beeldjes en voorwerpen zoals die op de Cycladen zijn gevonden. Recent is ook ontdekt dat zich op het noordoosten van het eiland een handelspost uit die tijd bevond, van waaruit bijvoorbeeld aardewerk naar de regio van Knossos werd geleverd (aangezien hetzelfde aardewerk ook daar is gevonden). In het noorden zijn tholoi (ronde graven) ontdekt die ruim genoeg waren voor een hele clan. Een nieuwe overledene werd er telkens in het midden bijgezet, terwijl het oude gebeente naar de randen werd opgeschoven. De ingang was naar het oosten gericht en ze waren voorzien van enkele voorgebouwen zoals bij Egyptische graven. Er zijn aanwijzingen dat kennis van de astronomie reeds vroeg aanwezig was. In Archanes ten zuiden van Knossos werd een grafveld gevonden met cycladenidolen, Kretenzisch hiëroglyfisch schrift op zegels en sistrums. Dit laatste zou op een Isiscultus wijzen.
De graven in het zuiden in dezelfde periode waren rechthoekig en bevatten fraaie voorwerpen, waaronder gouden en keramieken, die afkomstig bleken van de Cycladen. Hiermee wordt een verband gelegd met de Anatoliërs, aangezien deze alom bekendstonden om hun smeedkunst, die zij eveneens op Cyprus uitoefenden. Veel van dezelfde metalen voorwerpen van hen afkomstig zijn

### Kunstvoorwerpen en keramiek
Door contacten met de andere beschavingen waren de Minoërs de metaalbewerking meester. Zij maakten fijne juwelen, die ook geëxporteerd werden. In de archeologische musea op Kreta zijn een aantal gouden artefacten te bewonderen, tezamen met een assortiment koperen instrumenten uit 2300 v.Chr. De Minoïsche smeedkunst, inclusief het inleggen van brons met goud, was beroemd in de antieke wereld.

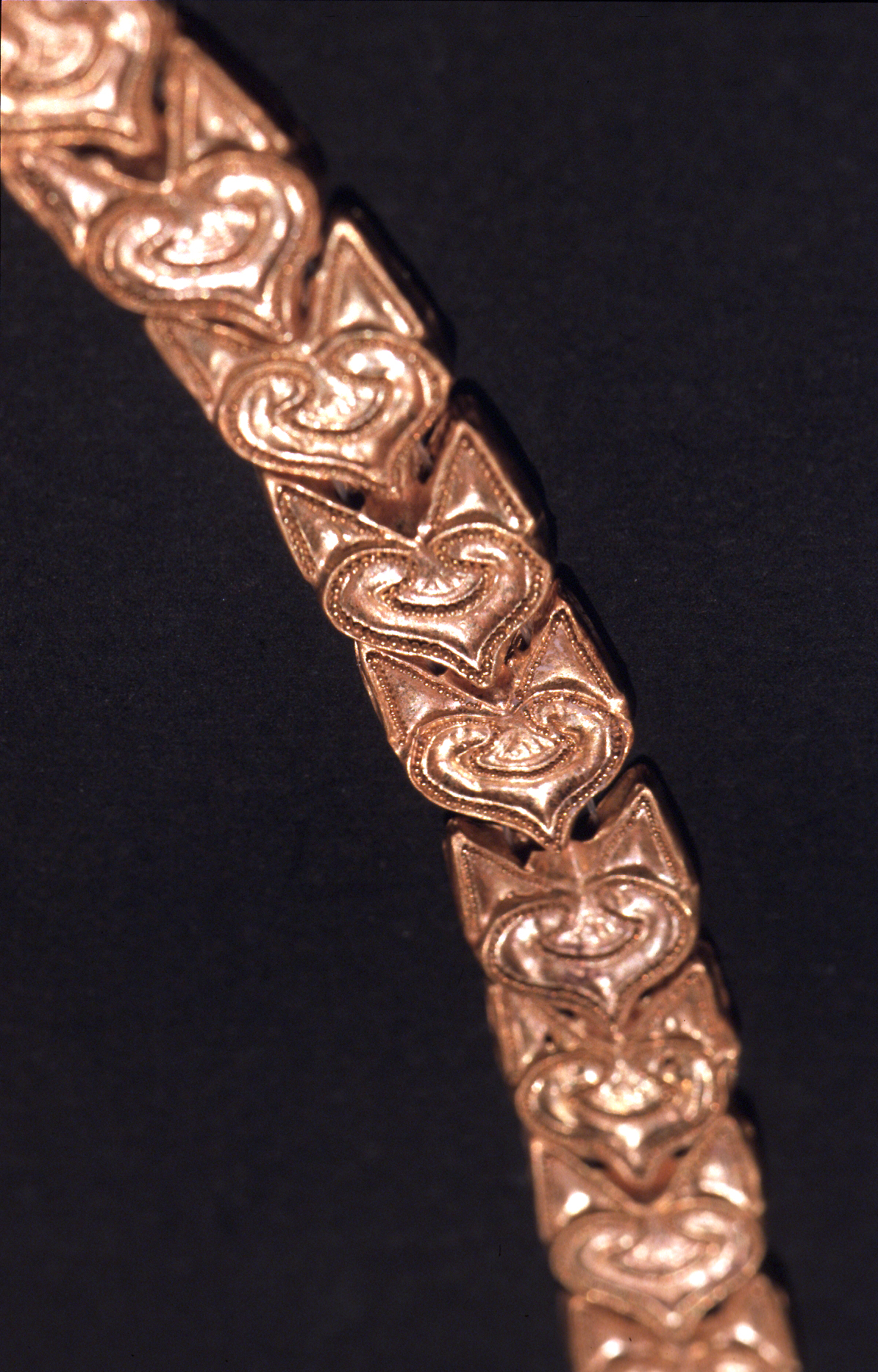
gouden Minoïsch halssnoer
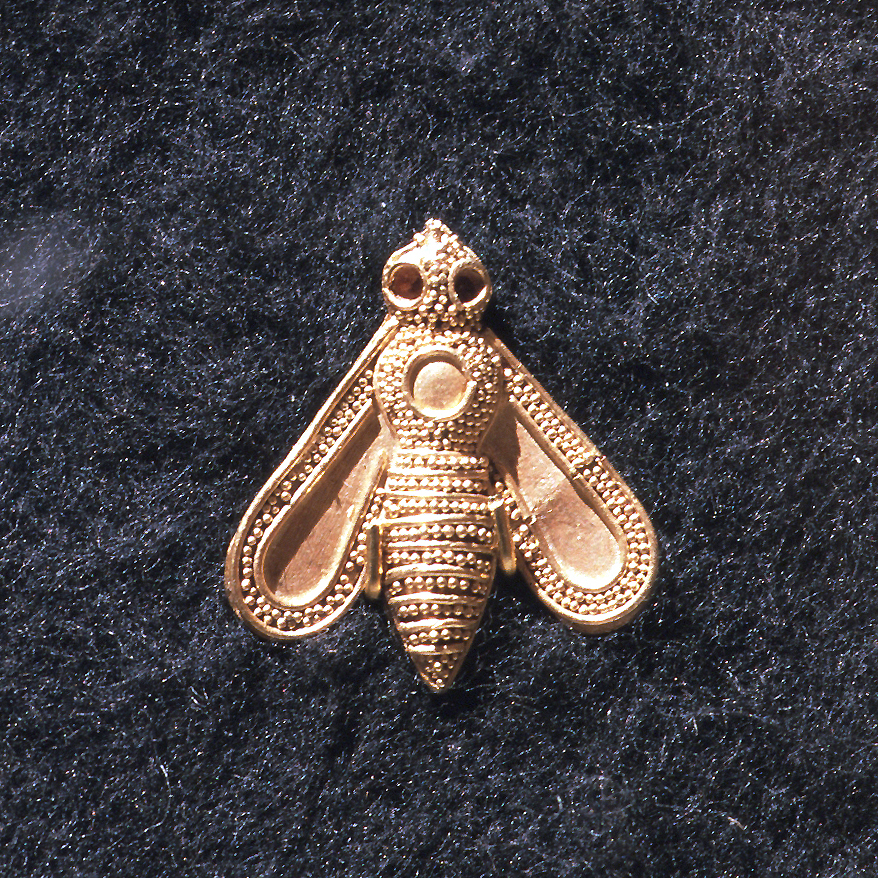
gouden bij met ingelegd goud
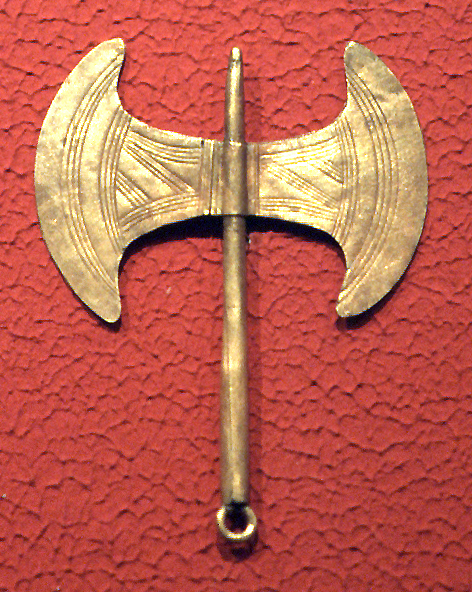
Minoïsch labryssymbool uit goud
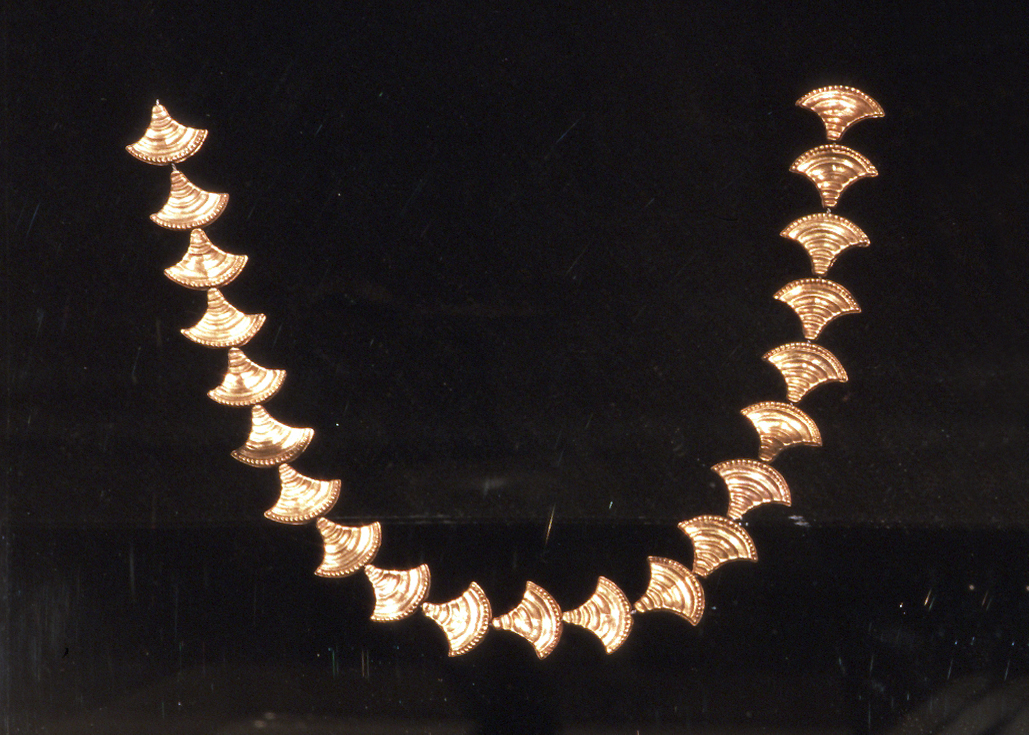
Minoïsch halssnoer

Tijdens de aanvang van het Midden-Minoïsch ontstond een internationalisering van het handelsverkeer over de oostelijke Middellandse Zee. Uit die periode zijn vondsten gedaan op een grafveld in Archanes (ten zuiden van Knossos) op Kreta van grote aantallen beeldjes, zegels met Kretenzisch hiërogliefenschrift en sistrums die aan de cultus van Isis appelleren. Archeologen stellen zich dan ook de vraag in hoeverre de Egyptische cultuur de Minoïsche beïnvloedde.
Verder treft men bergtopheiligdommen aan zoals op Iuktas (bij Iraklion), waar veel beeldjes van dieren en mensen worden aangetroffen.
Aan het eind van het Midden-Minoïsch I (eind 2e millennium v.Chr.) is er blijkbaar veel verwoest, mogelijkerwijze ten gevolge van een tsunami veroorzaakt door de uitbarsting van de vulkaan van Santorini. Volgens sommige geleerden zou deze ramp de historische kern vormen van de mythe van Atlantis.
Het Midden-Minoïsch II wordt gekenmerkt door de vondst van Kamares aardewerk, dat zonder draaischijf werd gemaakt, maar zeer fijn was ('eierschaalwerk'), polychroom en rijk versierd. De motieven nemen vaak de vorm van de vaas aan. De handel bleef toenemen, want men vond nu Minoïsche producten in het Oude Egypte en in de Levant. Al waren de contacten met de noordelijk gelegen Cycladen eerder beperkt, toch bereikte Minoïsch aardewerk het Griekse vasteland.

### Architectuur

De vier voornaamste paleissites op Kreta.

Midden-Minoïsch III en het Laat-Minoïsch I vormen samen de 'neopalatiale' fase. De zogenaamde paleizen bereikten toen hun grootste omvang. Deze Kretenzische bouwwerken hadden geen verdedigingsmuren en waren gebouwd volgens een heel ingewikkeld patroon, het grondplan leek een labyrint.
Ze zijn aangetroffen bij de meeste grote nederzettingen, waarvan Knossos de grootste was, gevolgd door Malia, Phaistos, Kato Zakros en nog een zevental andere. Bestaande paleizen werden toen uitgebreid en nieuwe bijgebouwd. Deze gebouwencomplexen blijken meerdere functies te hebben gehad, waaronder administratieve, religieuze en economische. Opvallend is het steeds terugkerend algemeen grondplan met een groot plein in het westen met verhoogde paden leidend naar een westelijke vleugel, die samen met een hypostyle zaal in het noorden en een oostelijke vleugel een wat intiemere binnenhof omsluit, die aanvankelijk aan het zuiden open was. De vleugels bevatten talloze voorraadkamers. Op de westelijke hof is ook een ceremoniële trap en zijn grote ronde gaten (meestal drie op een rij) teruggevonden waar ooit heilige bomen in stonden, maar die later werden opgevuld.

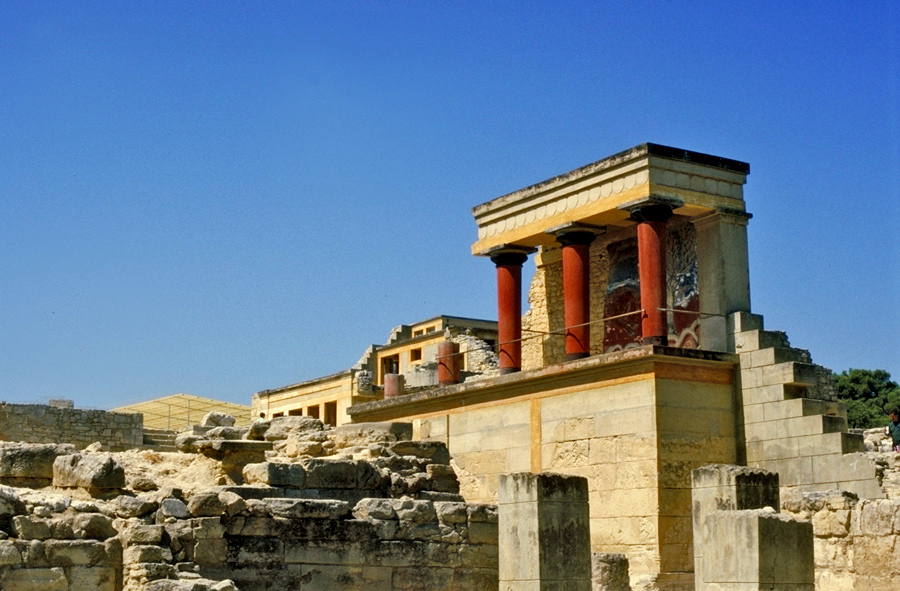
Een voorbeeld van Minoïsche architectuur: een moderne reconstructie van een klein hoekje van het paleis van Knossos op Kreta

De Minoïsche architectuur is vooral bekend voor haar paleizenbouw, maar dit is niet het enige wat ze heeft voortgebracht. Naast schitterende paleizen werden ook de Minoïsche huizen op monumentale wijze uitgewerkt. Typisch voor de Minoïsche bouwstijl zijn de zware zuilen die onderaan smaller toelopen. Ze werden gekleurd in donker rode oker. De architectuur is in het algemeen functioneel. In het paleis van Knossos vallen de dikke muren uit nauwkeurig gesneden en gestapelde grote stenen op, die voor voldoende acclimatisering zorgden. Ook de aanleg van watertoevoer en afvoerkanalen werd voldoende beheerst. Gebouwen en woningen werden in meerdere verdiepingen opgetrokken.

## Tijdsindeling over Kreta
- Neolithicum ca.7000 v.Chr.-ca.3200 v.Chr.
- Prepalatiale periode (Vroege Bronstijd) ca. 3000 v.Chr. - ca. 1900 v.Chr.
- Protopalatiaal ca. 1900 v.Chr. - ca. 1750 v.Chr.
- Neopalatiaal ca. 1750 v.Chr. - ca. 1490 v.Chr.
- Postpalatiaal ca. 1360 v.Chr. - ca. 1200 v.Chr.
- ca. 1400 v.Chr. vielen de Myceners Kreta binnen. De Minoïsche beschaving bleef hierbij overeind
- Doriërs vallen Kreta binnen ca. 1100 v.Chr. waarmee de Minoïsche beschaving eindigde

### Tijdlijn
Tijdlijn voor de algehele Aegeïsche beschaving ter oriëntering van de Minoïsche beschaving: